# Хоймадъю
Хоймадъю (устар. Хаймаю, Хайма-Ю) — река в Берёзовском районе Ханты-Мансийского автономного округа. Устье реки находится в 218 км от устья Хулги по правому берегу. Длина реки составляет 35 км. Высота устья — 179 м над уровнем моря. Левый приток Хоймадъю — Грубевож.

## Данные водного реестра
По данным государственного водного реестра России относится к Нижнеобскому бассейновому округу, водохозяйственный участок реки — Северная Сосьва, речной подбассейн реки — Северная Сосьва. Речной бассейн реки — (Нижняя) Обь от впадения Иртыша.
Код объекта в государственном водном реестре — 15020200112115300025656.